# Death Note
Death Note (jap. デスノート Desu nōto) – manga autorstwa Tsugumi Ōby, ilustrowana przez Takeshiego Obatę. Składa się ze stu ośmiu rozdziałów, liczby symbolicznej dla serii, wydanych w dwunastu tomach. Od 3 października 2006 roku do 27 czerwca 2007 trwała premierowa emisja anime Notatnik śmierci. Powstał także dwuczęściowy film kinowy, wydany pod tytułami Death Note: Notatnik śmierci i Death Note: Ostatnie imię, jak i również spin-off, L: Change the World i sequel Death Note: Light Up the New World. W połowie 2008 roku amerykańskie studio Vertigo Entertainment zapowiedziało stworzenie remake’u Death Note, którego premiera wstępnie planowana była na 2010 rok. W 2015 powstał musical na podstawie mangi, a dwa lata później Netflix wyprodukował amerykańską ekranizację historii.
Oryginalny japoński tytuł to ＤＥＡＴＨ ＮＯＴＥ, chociaż spotyka się tam również pisownię デスノート. Pierwszej formy używa się w oficjalnych materiałach, takich jak okładki czy plakaty; w mandze, anime i filmach bohaterowie posługują się formą desu nōto zamiast death note – w skryptach oraz na kartach mangi pojawia się zapis デスノート.
W roli openingu i endingu anime Notatnik śmierci wykorzystano utwory zespołu Nightmare oraz Maximum the Hormone.

## Fabuła
Death Note opowiada historię genialnego licealisty imieniem Light Yagami, który znajduje tajemniczy notes upuszczony przez shinigamiego Ryūka. Notes ten posiada niesamowite właściwości: jego użytkownik, wpisując do niego imię oraz nazwisko osoby, której twarz zna, powoduje śmierć tej osoby w określonych okolicznościach w ciągu 40 sekund. Jeśli w ciągu tych 40 sekund od zapisania imienia ofiary nie zostanie wpisana przyczyna śmierci, osoba umrze na zawał serca. Light dostrzega w tym szansę oczyszczenia świata ze wszelkiego zła. Pod pseudonimem Kira (od angielskiego killer), który to nadali mu jego zwolennicy, zaczyna wprowadzać swój plan w życie. Na drodze staje mu jednak tajemniczy L – legendarny detektyw, geniusz, postrzegający działania Kiry jako zwykłe morderstwa.
Fabuła filmów miejscami znacznie odbiega od mangowych wątków, co nie spotkało się z aprobatą wielu miłośników komiksu. Anime jest znacznie wierniejszą adaptacją mangi, niemalże w stu procentach zgodną z papierowym pierwowzorem.

## Manga
Manga Death Note po raz pierwszy została opublikowana w japońskim magazynie komiksowym Shūkan Shōnen Jump w grudniu 2003 roku i zamknęła się w 103 rozdziałach, zebranych później w dwunastu tomach tankōbon. W Polsce manga Death Note wydana została przez wydawnictwo Japonica Polonica Fantastica. Od sierpnia 2007 roku do października 2009 roku opublikowano wszystkie dwanaście tomów. Studio JG wydało także kilka dōjinshi opartych na Death Note.
Dodatkowo, w październiku 2006 roku w Japonii wydany został przewodnik po mandze pt. DEATH NOTE HOW TO READ 13, zawierający dane dotyczące serii, w tym opisy postaci, wywiady z twórcami, ciekawostki dotyczące serii oraz dodatkowy rozdział poprzedzający fabułę Death Note. Pierwszą edycję można było nabyć wraz z modelami, wśród których znajdowały się m.in. pięć pacynek, przedstawiających Kirę, L, Misę, Mello i Neara.

### Lista tomów
| Nr | Język japoński   | Język japoński     | Język polski | Język polski           |
| Nr | Data wydania     | ISBN               | Data wydania | ISBN                   |
| -- | ---------------- | ------------------ | ------------ | ---------------------- |
| 1  | 2 kwietnia 2004  | ISBN 4-08-873621-4 | 08.2007      | ISBN 978-83-7471-087-9 |
| 2  | 2 lipca 2004     | ISBN 4-08-873631-1 | 10.2007      | ISBN 978-83-7471-088-6 |
| 3  | 3 września 2004  | ISBN 4-08-873652-4 | 01.2008      | ISBN 978-83-7471-089-3 |
| 4  | 4 listopada 2004 | ISBN 4-08-873671-0 | 03.2008      | ISBN 978-83-7471-090-9 |
| 5  | 4 lutego 2005    | ISBN 4-08-873774-1 | 06.2008      | ISBN 978-83-7471-091-6 |
| 6  | 4 kwietnia 2005  | ISBN 4-08-873795-4 | 09.2008      | ISBN 978-83-7471-092-3 |
| 7  | 4 lipca 2005     | ISBN 4-08-873830-6 | 11.2008      | ISBN 978-83-7471-093-0 |
| 8  | 2 września 2005  | ISBN 4-08-873852-7 | 01.2009      | ISBN 978-83-61070-08-5 |
| 9  | 2 grudnia 2005   | ISBN 4-08-873887-X | 03.2009      | ISBN 978-83-7471-095-4 |
| 10 | 3 lutego 2006    | ISBN 4-08-874018-1 | 06.2009      | ISBN 978-83-7471-096-1 |
| 11 | 2 maja 2006      | ISBN 4-08-874041-6 | 08.2009      | ISBN 978-83-7471-097-8 |
| 12 | 4 lipca 2006     | ISBN 4-08-874131-5 | 11.2009      | ISBN 978-83-7471-098-5 |

## Anime
Anime Notatnik śmierci liczy 37 odcinków w reżyserii Tetsuro Arakiego, wyemitowanych w japońskiej telewizji NTV w okresie od 3 października 2006 roku do 26 czerwca 2007 roku. Animacja stworzona została w studiu Madhouse, natomiast cała seria stworzona została w koprodukcji Madhouse, NTV, Shueishy, D.N. Dream Partners oraz Video & Audio Project.
30 września 2007 roku Nippon Television wyemitowała dwugodzinny odcinek specjalny Death Note Rewrite: The Visualizing God' (jap. DEATH NOTEリライト・幻視する神 Desu Nōto Riraito: Genshisuru kami). Akcja odcinka toczy się w świecie shinigami, już po zakończeniu fabuły głównej serii. Narratorem jest Ryūk, który zapytany przez innego shinigami o świat ludzi, opowiada o L’u, Kirze i wydarzeniach prowadzących do pojawienia się w serii Mello i Neara. Pierwotnie reklamowany jako Notatnik śmierci z punktu widzenia Ryūka, odcinek zawierał jedynie kilka nowych scen, poprawione dialogi oraz alternatywne zakończenie.

## Powieść
Na podstawie serii powstała powieść autorstwa Nisio Isina Death Note – Another Note: Sprawa serii morderstw BB w Los Angeles (jap. DEATH NOTE アナザーノート ロサンゼルスBB連続殺人事件 DEATH NOTE ANOTHER NOTE Los Angeles BB renzoku satsujin jiken), prequel opisujący przebieg śledztwa w Los Angeles wspomnianego w drugim tomie mangi. W powieści przybliżone zostały postacie Naomi oraz Mello (występującego w roli narratora), opisany został także sierociniec Watariego oraz system, dzięki któremu możliwe się stało stworzenie grupy geniuszy w skład której wchodzili L, Mello i Near. W Polsce powieść ta została wydana przez wydawnictwo Japonica Polonica Fantastica.

## Gry komputerowe
Gra konsolowa Death Note Kira Game (jap. デスノート キラゲーム Desu Nōto Kira Gēmu) została wydana 15 lutego 2007 roku przez Konami na platformę Nintendo DS. Kira Game jest grą konsolową, w której gracz kieruje poczynaniami Kiry lub L (są to jedynie nazwy, albowiem każda z postaci może być Kirą lub L’em). Zadaniem gracza jest wydedukować, kto jest wrogiem (Kirą lub L, w zależności od tego, kim się gra). Gra ma trzy fazy; śledztwo, w której gracz omawia sprawę i dowody z innymi postaciami; głosowanie, w której każdy członek śledztwa wybiera postać podejrzewaną o bycie Kirą lub L’em; L/Kira, w której gracz może skupić śledztwo na jednej postaci, aby sprawdzić, czy faktycznie jest ona Kirą (opcja dla L), względnie usunąć postać z drużyny (opcja dla Kiry).
Sequel gry – Death Note L o Tsugumono (jap. デスノート Lを継ぐ者 Desu Nōto Eru o Tsugu Mono) – został wydany w Japonii 12 czerwca 2007 roku. Fabuła gry oparta jest na drugiej części mangi i zawiera postacie takie jak Mello albo Near.
Trzecia gra, L the Prologue to Death Note -Rasen no Trap- (jap. L the ProLogue to DEATH NOTE -螺旋の罠- Eru za Purorōgu tu Desu Nōto -Rasen no Torappu), została również wydana w Japonii na Nintendo DS. Gracz wciela się w niej w postać młodego agenta FBI, który budzi się w dziwnym hotelu, a jego zadaniem jest uciec Kirze z pomocą L. Fabuła umieszczona jest przed rozpoczęciem śledztwa w sprawie Kiry w animowanym pierwowzorze.
Niektórzy bohaterowie Death Note pojawiają się w Jump Super Stars i Jump Super Stars Ultimate, bijatykach zawierających postacie z tytułów drukowanych w Shūkan Shōnen Jump. Light, Ryuk, L, Misa, Near i Mello pojawiają się w tych grach jako postacie drugoplanowe.

## Odbiór
W grudniu 2008, po wydaniu 12 tomów, zostało sprzedane 26,5 miliona egzemplarzy mangi. W 2007 roku Death Note zdobył nagrodę Eagle Awards w kategorii najlepsza manga. Oprócz tego, manga otrzymała nominacje do American Anime Awards (2006) i Nagrody Kulturalnej im. Osamu Tezuki (2007).
Shusuke Kenko, reżyser filmów aktorskich opartych na Death Note, w swojej wypowiedzi dla malezyjskiego dziennika The Star stwierdził, że manga „ledwo dotyka” cierpienia ofiar Notatnika Śmierci. Z tego też względu zdecydował się na odmienne rozłożenie akcentów w filmach aktorskich. Tatsuya Fujiwara, aktor grający Lighta w filmach, określił Death Note mianem „bardzo ekscentrycznej opowieści”, opisującej „trwałe motywy”, zbliżonej w tym względzie do Zbrodni i kary. Manga Death Note sprzedała się w Japonii w ilości około 20 mln egzemplarzy.
W Polsce zarówno manga, jak i anime spotkały się z entuzjastyczną oceną odbiorców (8,81/10 wedle czytelników Tanuki.pl i 8,4 w serwisie Filmweb). Reakcja krytyki, również pozytywna, była jednak bardziej powściągliwa. W recenzjach wspomniane zostały typowo rozrywkowy charakter Death Note, niezbyt udane zakończenie, przerysowane charaktery postaci.

### Death Note w Chinach
Z początkiem 2005 roku władze szkolne w Shenyang, stolicy Prowincji Liaoning zakazały mangi Death Note. Bezpośrednią przyczyną były częste przypadki przerabiania przez uczniów zeszytów by przypominały Notes Śmierci, a następnie wpisywanie do nich nazwisk znajomych, nielubianych osób i nauczycieli. Zakaz został wprowadzony w celu ochrony „fizycznego i umysłowego zdrowia” uczniów przed materiałami które „wprowadzały w błąd niewinne dzieci i wypaczały ich umysł i ducha”. Zakaz został rozciągnięty na inne chińskie miasta, w tym Pekin, Szanghaj i Lanzhou w Prowincji Gansu. W 2015 chińskie Ministerstwo Kultury umieściło Death Note na liście 38 mang i anime zawierających „dalece niewłaściwe treści” i zakazało druku oraz dystrybucji serii na terenie kraju.